# Paul Golay
Pour les articles homonymes, voir Golay.
Paul Golay, né le 21 avril 1877 au Sentier et mort le 22 juin 1951 à Lausanne, est un homme politique vaudois. Il est considéré comme l'une des plus grandes figures du socialisme vaudois.

## Biographie
Protestant, originaire du Chenit, il est le fils d'Auguste-Lindolphe Golay, ouvrier horloger, et de Julie Golay.
Paul Golay fait ses études à l'École normale. Il travaille pendant 14 ans comme instituteur, à Rovray et à Clarens. Il adhère peu à peu à l'idéologie socialiste. En 1909, il entraîne l'aile gauche de l'Union ouvrière de Lausanne (créée par Aloys Fauquez, et qui deviendra le Parti socialiste vaudois) pour créer le Parti ouvrier socialiste lausannois et vaudois. Il démissionne de son poste d'instituteur et reprend la direction du journal Le Grutléen, fondé en 1888 par Aloys Fauquez. Il dirige ensuite la revue pacifiste L'Aube, puis est rédacteur dans les journaux Le Droit du Peuple et Le Peuple. En parallèle, il officie comme conseiller juridique et défenseur pénal, souvent au service des plus pauvres.
Polémiste et orateur acerbe, il est l'auteur de milliers d'articles dénonçant les injustices. Il critique l'État bourgeois, l'armée, la police et la justice. Il siège au Conseil communal (législatif) de Lausanne entre 1914 et 1945, ainsi qu'au Grand Conseil du canton de Vaud entre 1917 et 1951 et au Conseil national entre 1925 et 1942. Pour conserver son indépendance, il a par contre toujours refusé d'entrer dans une assemblée exécutive.
Faisant partie de l'extrême-gauche du parti ouvrier socialiste vaudois, il est dans un premier temps proche des communistes et se fait remarquer par Lénine. Il reste néanmoins fidèle au parti socialiste suisse lors de la création de la Fédération socialiste suisse initiée par Léon Nicole en 1939 et, contrairement à ce dernier, dénonce avec ardeur le Pacte germano-soviétique. Paul Golay incarne un socialisme idéaliste, humaniste, pacifiste et libertaire.
Il est le père de l'écrivain suisse Alice Rivaz, pseudonyme d'Alice Golay.